# Bonito (álbum)
Bonito es el cuarto álbum del grupo Jarabe de Palo que salió a la venta el 1 de agosto del 2003.

## Lista de canciones
1. Intro - 0:33
2. Yin Yang - 3:12
3. Bonito - 4:13
4. Aún no me toca - 3:12
5. No sé estar enamorado - 4:21
6. Mira como viene - 4:45
7. Cambia la piel - 6:49
8. Bailar - 3:15
9. En conexión - 3:39
10. Las cruces de Tijuana - 3:48
11. Como peces en el agua - 3:54
12. Palabras que se esconden - 2:45
13. Camino - 3:30
14. Emociones - 3:32
15. Corazón - 6:28

## Sencillos
- Bonito
- Aún no me toca
- Yin Yang
- Corazón

## Curiosidades
- En Paraguay la canción titulada Bonito fue elegido por Paravisión (Canal 5) como tema principal de televisión llamado Arriba Paraguay desde finales de mayo de 2013.
- En Argentina el video de la canción Bonito fue elegido por Telefé para su institucional de fin de año 2009, con un tema llamado Siempre hay algo para dar (Hecho por el canal).
- El 25 de diciembre de 2003 la emisora La Mega 90.9 de Bogotá (Colombia) realizó un Top 100 con las mejores canciones de aquel año y Bonito ocupó la casilla 56.
- En 2020 la marca de pan Bimbo eligió la canción "Bonito" para un comercial, cambiando las líricas del coro a "¡Qué rico! Sándwich con el pan del osito".